# Росон, Хайме
Хайме Росон (исп. Jaime Rosón García; род. 13 января 1993 в Саморе, Испания) — испанский профессиональный шоссейный велогонщик, выступающий c 2018 года за команду мирового тура «Movistar Team».

## Достижения
2010
7-й Vuelta al Besaya
2013
1-й Memorial Etxaniz
1-й Oñate Saria
2-й Premio San Pedro
2-й Circuito Sollube
2014
1-й Circuito Sollube
1-й Zaldibia Sari Nagusia
2015
1-й  Чемпионат Испании среди молодёжи в групповой гонке
1-й Mémorial Valenciaga
1-й Тур Кантабрии
1-й Этап 3
2-й Subida a Gorla
3-й Тур Бидасоа
2016
5-й Вуэльта Кастилии и Леона
9-й Тур Турции
1-й Этап 6
Вуэльта Испании
Приз самому агрессивному гонщику на этапе 17
2017
2-й Тур Хорватии
1-й  Горная классификация
1-й Этап 5
2-й Вуэльта Кастилии и Леона
3-й неделя Коппи и Бартали
5-й Вуэльта Бургоса

## Статистика выступлений

### Гранд-туры
| Гонка           | 2016 | 2017 | 2018 |
| --------------- | ---- | ---- | ---- |
| Джиро д'Италия  | —    | —    |      |
| Тур де Франс    | —    | —    |      |
| Вуэльта Испании | 73   | 276  |      |

| —  | Не участвовал  |
| НФ | Не финишировал |